# Тонино-Анивский хребет
Тонино-Анивский хребет — низкогорный меридиональный массив, расположенный на крайнем юго-востоке о. Сахалин. Формирует Тонино-Анивский полуостров. Вытянут с севера на юг, от мыса Свободного до мыса Анива, почти на 90 км, высшая точка — гора Крузенштерна — расположена в южной части (670 м). В северной выделяется вершина Айруп (504 м ВУМ). Сложен меловыми и юрскими отложениями. Геологическая структура сложна и разнообразна. Классифицируется как тонино-анивская коровая аллохтонная чешуя. Южные и восточные берега хребта лавиноопасны, часто круто обрываются в море. В 1939 году власти японского Карафуто поставили маяк Анива на небольшой скале Сивучья у южного обрыва хребта. На северо-востоке уступы более пологи: здесь у подножия хребта лежат множество озёр и лагун Муравьёвской низменности, к западу от которой поднимается Корсаковское плато. Климат муссонный, смягчаемый влияниями океанов. Хребет хорошо обводнён: со всех его сторон в море стекают многочисленные речки и ручьи. Ближайшие к хребту населённые пункты Сахалинской области (Новиково и Пихтовое) расположены на западном склоне. Склоны самого хребта занимают пихтарники.